# Hermann von Ihering
Hermann von Ihering (1850-1930 ) fue un zoólogo, y paleontólogo alemán nacionalizado brasileño. Nació en Kiel, Alemania.
Su formación fue en medicina e historia natural por la Universidad de Viena. Profesor de zoología en la Universidad de Leipzig, viajó a Brasil en 1880, para realizar investigación científica para el gobierno Imperial. Se casó en Brasil con la joven viuda Anna Maria Clarz Belzer y residió inicialmente en Taquara (1880-1883), pasó a Piedras Brancas, actualmente Guaíba (1883-1884), Río Grande (1884-1885), São Lourenço do Sul (1985) y vivió 7 años en Río Camaquã.
Consiguió su primer trabajo en el Museo Nacional de Río de Janeiro, en Río de Janeiro. Fue el fundador y primer director del Museo Paulista, en São Paulo en 1894. Autor de Catálogos da Fauna Brasileira (Catálogos de la Fauna Brasileña) (1907) con su hijo Rodolpho von Ihering.
Describió el género de abejas sin aguijón Frieseomelitta.

## Otras publicaciones
Su bibliografía incluye 310 obras y 20 son sobre aves.
- 1877. Vergleichende Anatomie des Nervensystemes und Phylogenie der Mollusken.doi:10.5962/bhl.title.13168

- 1878. Das peripherische Nervensystem der Wirbeltiere. Leipzig

- 1892. Zur Kenntniss der Sacoglossen. Halle

- 1904. The Anthropology of the state of S. Paulo, Brasil

- 1907. Archhelenis und Archinotis. Gesammelte Beiträge zur Geschichte der neotropischen Region. Leipzig doi:10.5962/bhl.title.15767

- 1922. Phylogenie und System der Mollusken. Frankfurt am Main doi:10.5962/bhl.title.10350

- 1927. Die Geschichte des Atlantischen Ozeans. Jena

- 1929. Die Nephropneusten in systematischer und phylogenetischer Hinsicht. Frankfurt am Main

## Honores

### Eponimia
- Monodelphis iheringi Thomas, 1888
- Trinomys iheringi Thomas, 1911
- Unionicola iheringi Koenike, 1890

## Abreviatura (zoología)
La abreviatura Ihering  se emplea para indicar a Hermann von Ihering como autoridad en la descripción y taxonomía en zoología.